# Jjigae
Il jjigae (찌개?, jjigaeLR, tchigaeMR) è un piatto della cucina coreana simile a uno stufato occidentale. Le tante varianti, a base di carne, frutti di mare o verdure, ma comunque sempre in brodo, condito con gochujang (pasta di peperoncino), doenjang (pasta di soia), ganjang (salsa di soia) o jeotgal (molluschi fermentati), sono servite solitamente come piatto da condividere in una casseruola bollente.
Un tipico pasto coreano include quasi sempre un jjigae o una guk. Durante il periodo Joseon, veniva chiamato jochi e al pasto del re ne erano sempre presenti due varianti. I tipi di jjigae prendono solitamente il nome dall'ingrediente principale.

## Varianti
Per ingrediente principale
- Altang jjigae (알탕 찌개?), con uova di merlano
- Dubu jjigae (두부 찌개?), con tofu solido[3]
- Ge jjigae (게 찌개?), con granchio
- Kimchi jjigae (김치 찌개?), con kimchi e altri ingredienti[3]
- Kongbiji jjigae (콩비지 찌개?), con polpa di soia (kongbiji)
- Budae jjigae (부대 찌개?), con brodo piccante, carni diverse e altri ingredienti[4]
- Myeongnanjeot jjigae (명란젓 찌개?), con jeotgal di uova di merlano
- Saengseon jjigae (생선 찌개?), con pesce. Il dongtae jjigae (동태 찌개?) è realizzato con il merlano congelato
- Sundubu jjigae (순두부 찌개?), con tofu delicato[5]

Per condimento del brodo
- Doenjang jjigae (된장찌개?), con brodo alla doenjang (pasta di soia)[3]
- Cheonggukjang jjigae (청국장찌개?), con brodo alla cheonggukjang (pasta di soia fermentata) e altri ingredienti[3]
- Saeujeot jjigae (새우젓찌개?), con jeotgal di gamberetti
- Gochujang jjigae (고추장찌개?), con brodo alla gochujang (pasta di peperoncino) e, solitamente, maiale

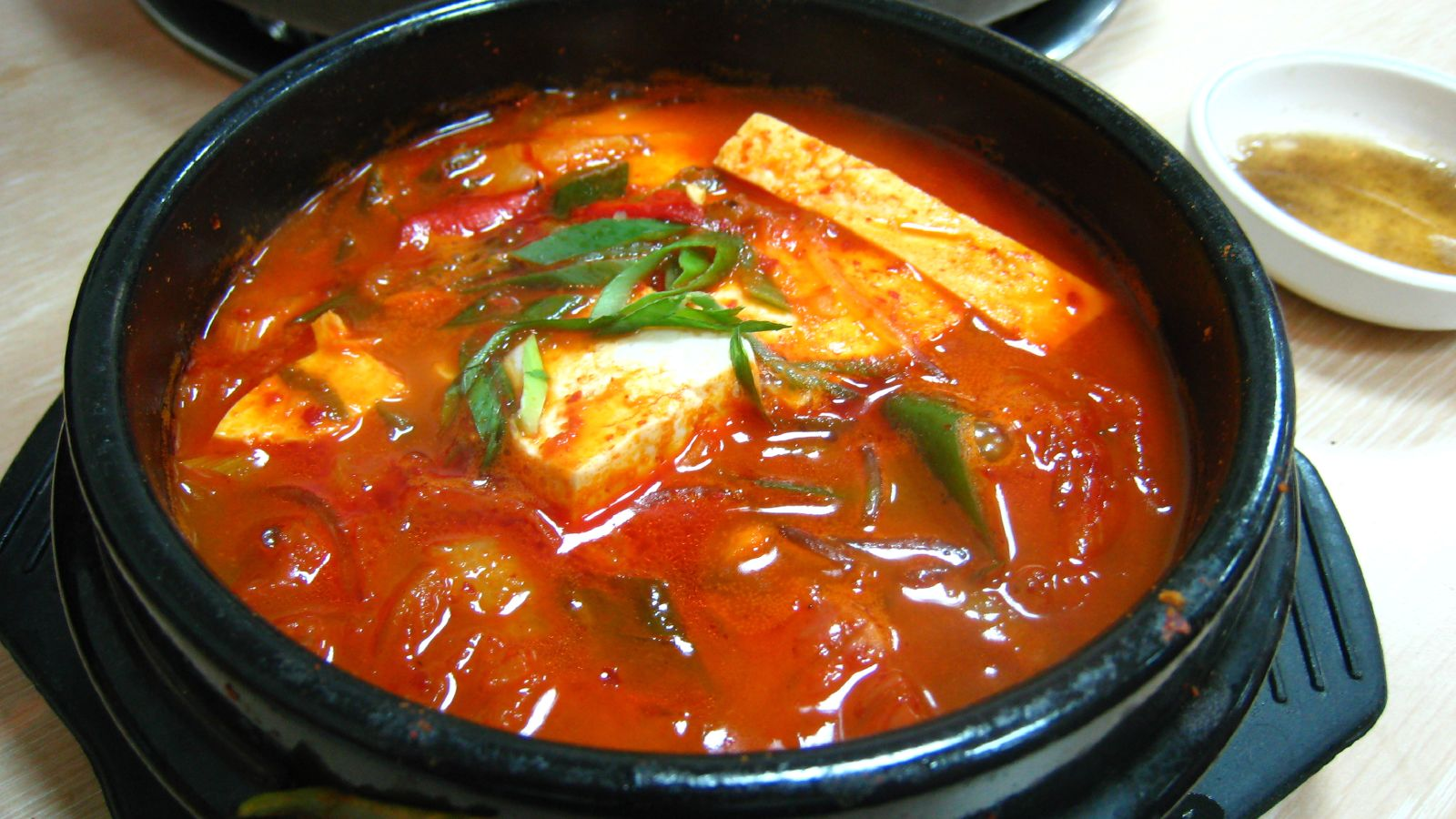
Kimchi jjigae
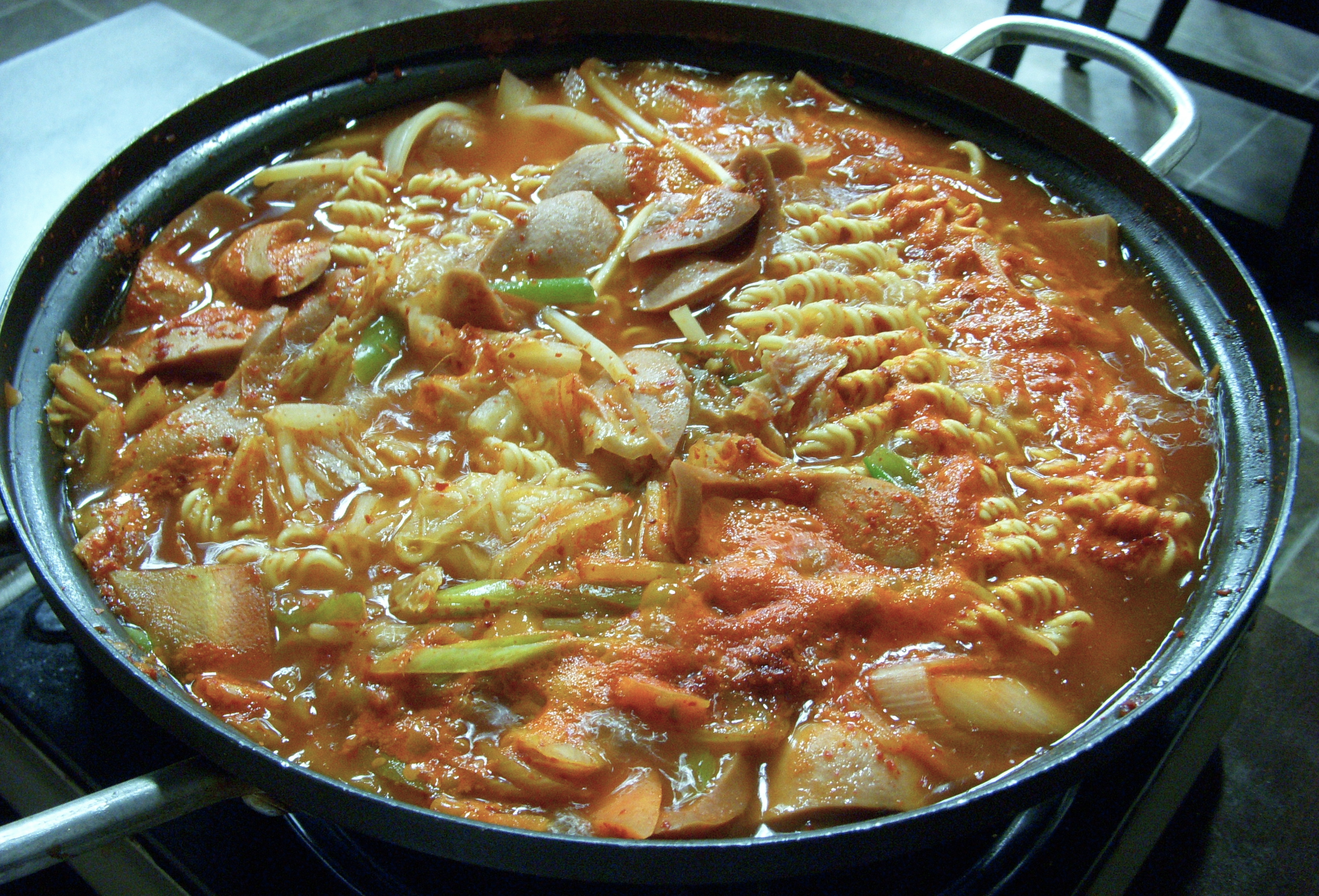
Budae jjigae
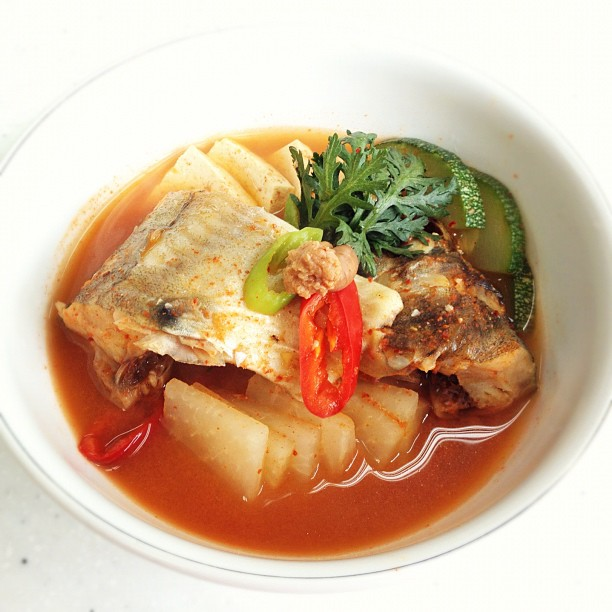
Dongtae jjigae
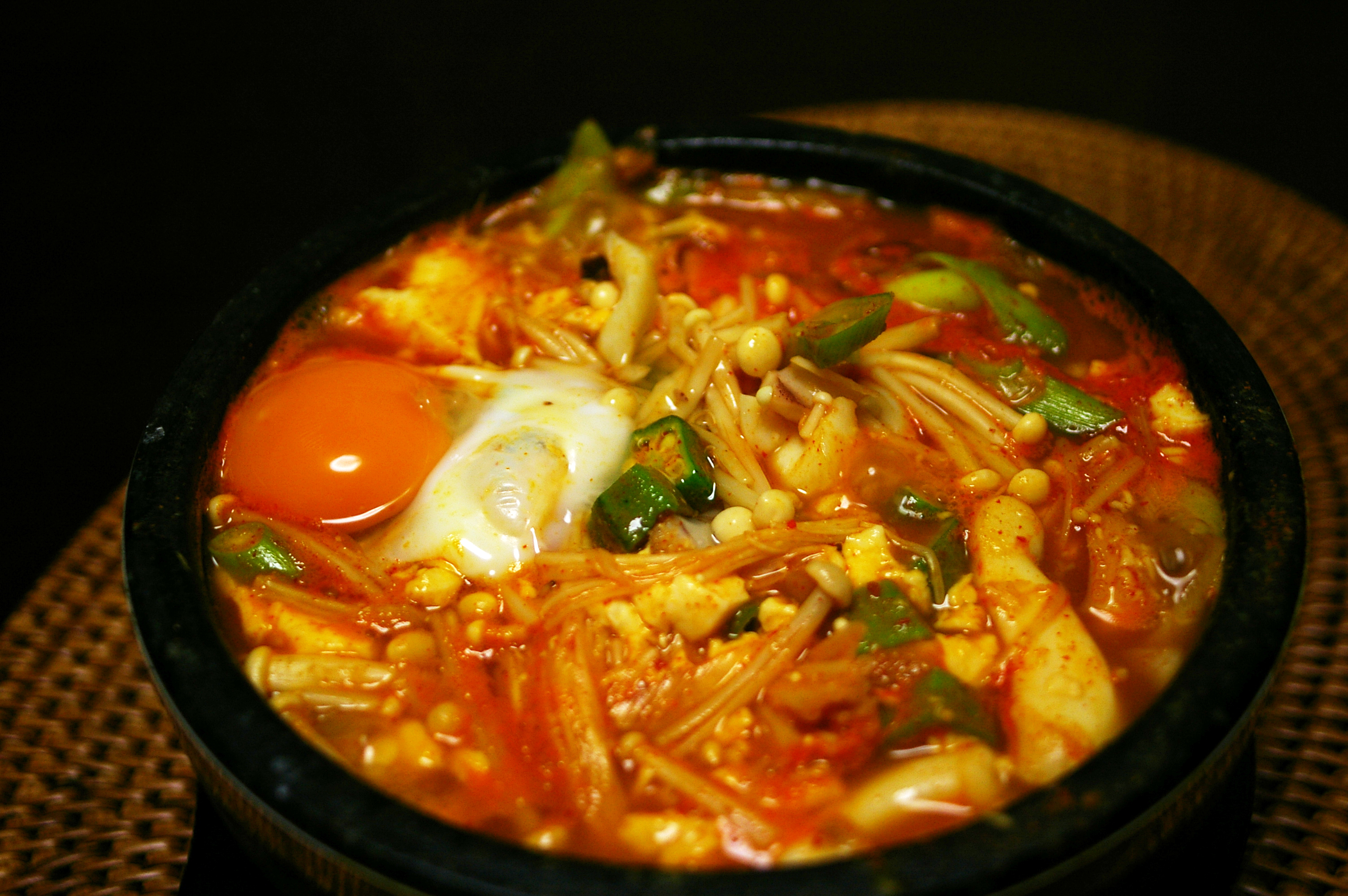
Sundubu jjigae
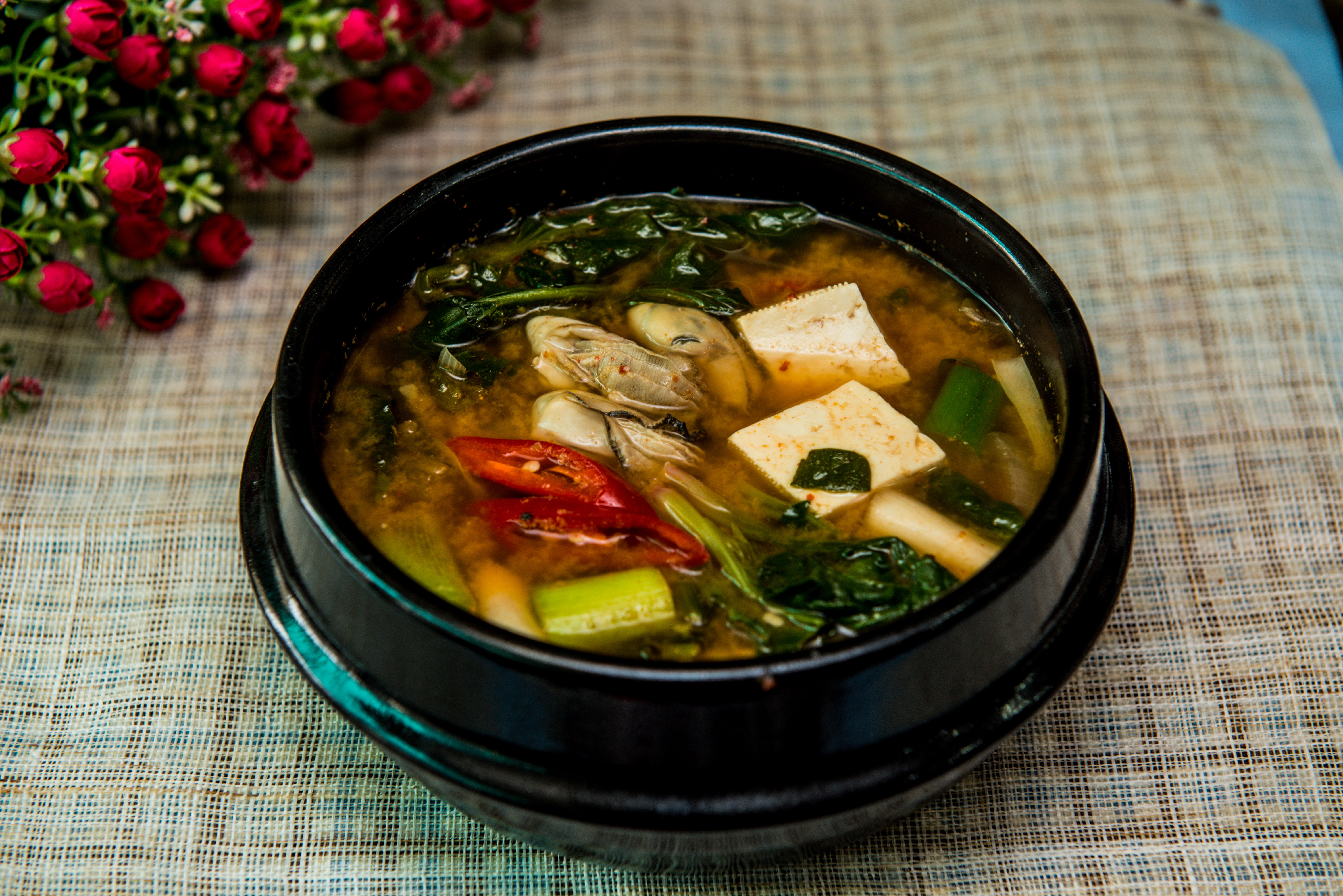
Doenjang jjigae
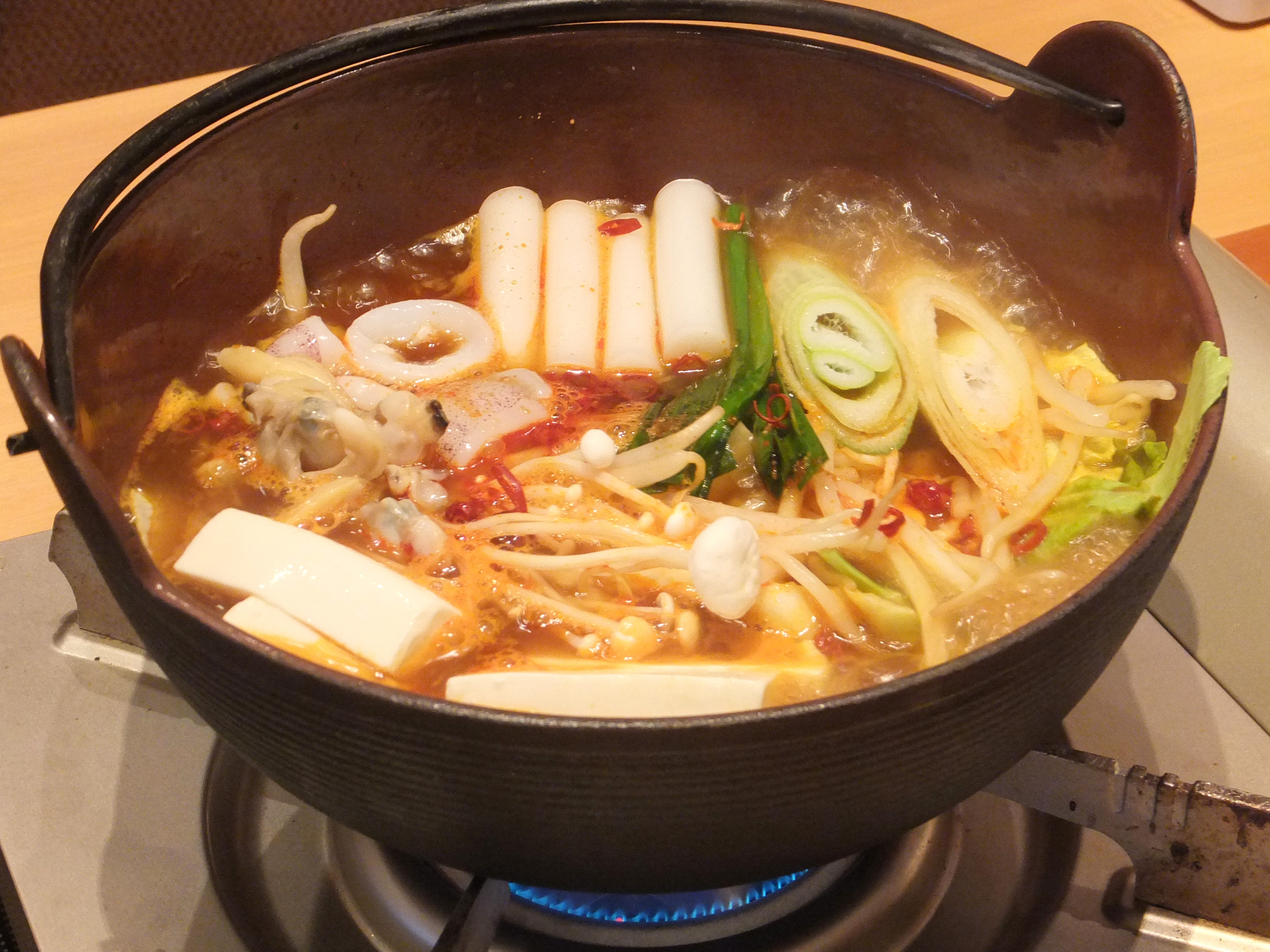
Dubu jjigae